# KM3
En ingénierie dirigée par les modèles,  KM3 ou Kernel Meta Meta Model est un langage neutre d'écriture de métamodèles défini à l'INRIA. Il est disponible en logiciel libre sous la plateforme Eclipse. Le manuel de référence se trouve à : manuels, km3 intro.
Il y a une bibliothèque évolutive de métamodèles écrits en KM3 sous: AtlanticZoo. Cette bibliothèque est complétée par un autre repository comprenant diverses informations obtenues par transformation depuis cette bibliothèque. Cette bibliothèque contient environ 130 métamodèles écrits en KM3 et porte le nom de Zoo.